# Alice Tzeng
Alice Tzeng (chiń. 曾愷玹; pinyin Zēng Kǎixuán; ur. 22 kwietnia 1984 w Tajpej) – tajwańska modelka i aktorka.

## Biografia
Alice zadebiutowała jako modelka i zagrała w kilku reklamach.
W 2007 roku wystąpiła w swoim pierwszym filmie "Secret", w reżyserii Jaya Chou. Za rolę w tym filmie została nominowana w kategorii najlepszej aktorki drugoplanowej na festiwalu 44. Golden Horse Film Festival and Awards w 2007 roku.
Alice brała udział w filmie "L for Love, L for Lies" wyprodukowanym w Hongkongu. Od tego czasu Gold Label Records, podpisał kontrakt z Alice na wiele przyszłych filmów.

## Życie prywatne
Wiadomość o ślubie została opublikowana na Facebooku 23 grudnia 2013 roku. 2 maja 2014 roku Alice urodziła córkę.

## Filmografia

### Seriale
- Because·Love (HBTV, 2016)
- Xing Fu Pu Gong Ying (NextTV, 2013)
- Refresh 3+7 (Dragon TV, 2012)
- Su La Ying Xiong (PTS, 2012)
- Lian Lian Alishan (CTI, 2011)
- Odd Perfect Match (CTV, 2011)
- Scent of Love (CTV, 2010)
- Because Of You (CTS, 2010)
- Ai Sheng Kai (2009)
- Starlit (PTS, 2009)
- Yuan Lai Wo Bu Shuai (FTV, 2008)

### Filmy
- The Third Wish (2012)
- L-O-V-E (2009)
- Ballistic (2008)
- Forgive and Forget (2008)
- L for Love, L for Lies (2008)
- Sleeplessness All Through the Night (2008)
- A Starry Silent Night (2007)
- Secret (2007)